# Кошачий кабинет

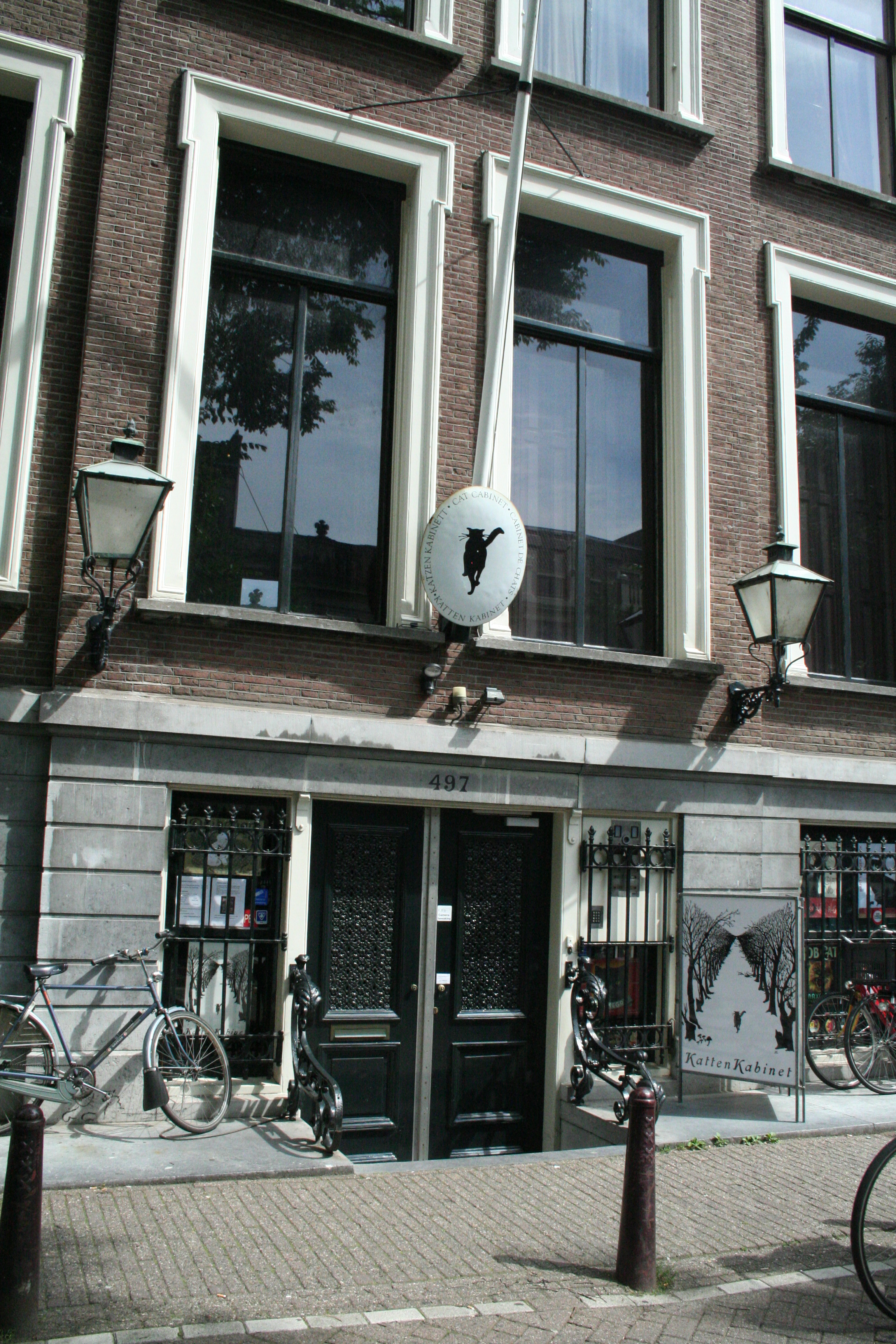
Кошачий кабинет в Амстердаме

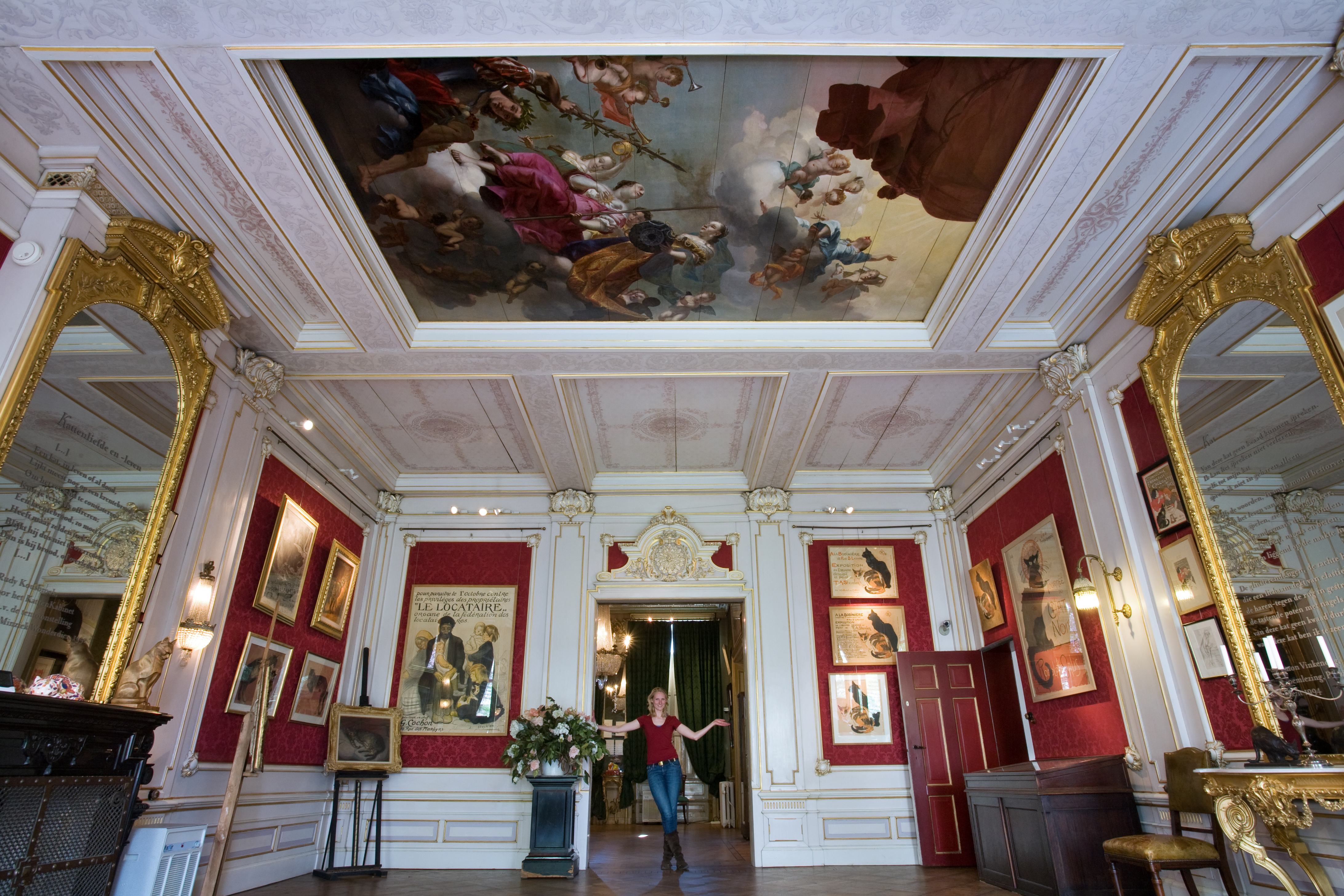
Восстановленная потолочная роспись 17 века

Кошачий кабинет (нидерл. KattenKabinet) — художественный музей в Амстердаме, где представлены экспонаты, изображающие кошек. Коллекция музея включает в себя картины, рисунки, скульптуры и другие произведения искусства Пабло Пикассо, Рембрандта, Анри де Тулуз-Лотрека, Корнейля, Сала Мейера, Теофиля Стейнлена, Йоже Чуха и других.
Музей расположен в здании на берегу канала по адресу Херенграхт, 497, на «Золотом изгибе» (Gouden Bocht) этого канала. Владелец живёт на втором этаже здания со своей семьей. В музее также есть несколько кошек.

## История
Этот дом и прилегающее к нему здание на Херенграхт, 499 были построены в 1667 году для патрицианских братьев Виллема и Адриана ван Лоон. По счастливой случайности Виллему достался дом под номером 497. Позже в доме поселились мэр Амстердама Ян Калькоен, амстердамский политик Энгельберт Франсуа ван Беркель (в пенсионном возрасте) и другие. Джон Адамс навещал Ван Беркеля, когда тот был послом США в Голландской республике.
В 1985 году здание было отреставрировано, а в 1990 году Боб Мейер основал музей в память о своем рыжем коте, названном в честь американского предпринимателя Джона Пирпонта Моргана.
В 2004 году музей служил местом съемок фильма ‘’Двенадцать друзей Оушена’’.